# Strophaeus
Genre
Synonymes
- Homoeoplacis Simon, 1892

Strophaeus est un genre d'araignées mygalomorphes de la famille des Barychelidae.

## Distribution
Les espèces de ce genre se rencontrent en Équateur, au Pérou, au Brésil, en Colombie et au Panama.

## Liste des espèces
Selon World Spider Catalog (version 26, 08/07/2025) :
- Strophaeus austeni (F. O. Pickard-Cambridge, 1896)
- Strophaeus elongatus Dupérré & Tapia, 2025
- Strophaeus josefita Dupérré & Tapia, 2025
- Strophaeus kaiae Dupérré & Tapia, 2025
- Strophaeus kawsay Dupérré & Tapia, 2025
- Strophaeus kochi (O. Pickard-Cambridge, 1870)
- Strophaeus pacificanus Dupérré & Tapia, 2025
- Strophaeus pentodon (Simon, 1892)
- Strophaeus peronii Dupérré & Tapia, 2025
- Strophaeus quillacinga Ríos-Tamayo, 2023
- Strophaeus real Dupérré & Tapia, 2025
- Strophaeus sebastiani Miranda & Bermúdez, 2010
- Strophaeus spiculum Dupérré & Tapia, 2025
- Strophaeus subterraneus Dupérré & Tapia, 2025

## Systématique et taxinomie
Ce genre a été décrit par Ausserer en 1875 comme un sous-genre de Trittame.
Homoeoplacis a été placé en synonymie par Raven en 1985.

## Publication originale
- Ausserer, 1875 : « Zweiter Beitrag zur Kenntniss der Arachniden-Familie der Territelariae Thorell (Mygalidae Autor). » Verhandlungen der kaiserlich-königlichen zoologisch-botanischen Gesellschaft in Wien, vol. 25, p. 125-206 (texte intégral).